# Theloderma rhododiscus
Theloderma rhododiscus är en groddjursart som först beskrevs av Liu och Hu 1962.  Theloderma rhododiscus ingår i släktet Theloderma och familjen trädgrodor. IUCN kategoriserar arten globalt som nära hotad. Inga underarter finns listade i Catalogue of Life.